# Trzcińsko-Zdrój (gemeente)
De gemeente Trzcińsko-Zdrój is een stad- en landgemeente in powiat Gryfiński. Aangrenzende gemeenten:
- Banie, Chojna en Mieszkowice (powiat Gryfiński)
- Dębno en Myślibórz (powiat Myśliborski)

Zetel van de gemeente is in de stad Trzcińsko-Zdrój.
De gemeente beslaat 9,1% van de totale oppervlakte van de powiat.

## Demografie
Stand op 31 december 2005:
| Omschrijving                   | Totaal | Totaal | Vrouwen | Vrouwen | Mannen | Mannen |
| ------------------------------ | ------ | ------ | ------- | ------- | ------ | ------ |
| eenheid                        | aantal | %      | aantal  | %       | aantal | %      |
| inwoners                       | 5698   | 100    | 2865    | 50,3    | 2833   | 59,7   |
| bevolkingsdichtheid (inw./km²) | 33,4   | 33,4   | 16,8    | 16,8    | 16,7   | 16,7   |

| jaar | inwoners |
| ---- | -------- |
| 1995 | 6 062    |
| 1996 | 6 031    |
| 1997 | 6 048    |
| 1998 | 6 018    |
| 1999 | 5 991    |
| 2000 | 5 754    |
| 2001 | 5 748    |
| 2002 | 5 774    |
| 2003 | 5 740    |
| 2004 | 5 750    |
| 2005 | 5 698    |

De gemeente heeft 6,9% van het aantal inwoners van de powiat. In 2002 bedroeg het gemiddelde inkomen per inwoner 1 485,73 zł.

## Plaatsen
- Trzcińsko-Zdrój (Duits Bad Schönfließ, stad sinds XIII w.)

Administratieve plaatsen (sołectwo) van de gemeente Trzcińsko-Zdrój:
- Chełm Górny, Dobropole, Gogolice, Góralice, Górczyn, Klasztorne, Piaseczno, Rosnowo, Stołeczna, Strzeszów en Tchórzno.
- Zonder de status sołectwo : Antoniewice, Babin, Chełm Dolny, Cieplikowo, Czyste, Drzesz, Ostrzewka, Rosnówko, Smuga, Wesoła.